# 本天沼
本天沼（日语：／ Hon-amanuma */?）是東京都杉並區的町名。現行行政地名為本天沼一丁目至三丁目。已實施住居表示。2013年（平成25年）10月1日為止的人口有10,838人。郵遞區號167-0031。

## 地理
位於杉並區東北部。北與下井草之間以早稻田通為界。東以中杉通為界，東與東南接阿佐谷北。南與天沼之間以天沼本通為界。西鄰清水。町域近似三角形，東起為一丁目至三丁目。町內以住宅區為主。妙正寺川流經本天沼三丁目北部。

## 歷史
江戶時代屬多摩郡天沼村一部分。明治時代編入杉並村（後杉並町），1932年成為東京市杉並區一部分。此時，舊天沼村為「天沼一丁目、二丁目、三丁目」。
1965年實施住居表示，舊天沼一、二丁目（南部）與三丁目（北部）分別獨立。北側的舊天沼三丁目改名為「本天沼」，1965年1月1日成立現在的本天沼一丁目至三丁目。天沼村的地名來源「辯天池」在現在的天沼三丁目，「本天沼」並不代表此地為天沼村的本村。

## 交通
町域內沒有鐵路車站，可利用南側的JR中央線荻窪站與阿佐谷站，北側的西武新宿線井荻站、下井草站、鷺之宮站（中野區）。天沼本通與早稻田通的巴士也十分便利。

## 設施
- 杉並區立天沼中學校
- 杉並區立第九小學校
- 蓮華寺

## 備註
1. ↑  杉並区 区政資料 - 統計 - 人口 - 各歳別人口25年 的存檔，存档日期2013-10-22.